# Municipio de Ohio (condado de Ness)
El municipio de Ohio (en inglés: Ohio Township) es un municipio ubicado en el condado de Ness en el estado estadounidense de Kansas. En el año 2010 tenía una población de 252 habitantes y una densidad poblacional de 0,85 personas por km².

## Geografía
El municipio de Ohio se encuentra ubicado en las coordenadas 38°37′36″N 100°8′30″O / 38.62667, -100.14167. Según la Oficina del Censo de los Estados Unidos, el municipio tiene una superficie total de 297.83 km², de la cual 297,83 km² corresponden a tierra firme y (0 %) 0 km² es agua.

## Demografía
Según el censo de 2010, había 252 personas residiendo en el municipio de Ohio. La densidad de población era de 0,85 hab./km². De los 252 habitantes, el municipio de Ohio estaba compuesto por el 94,44 % blancos, el 2,78 % eran afroamericanos, el 0,4 % eran asiáticos, el 0,79 % eran de otras razas y el 1,59 % eran de una mezcla de razas. Del total de la población el 0,79 % eran hispanos o latinos de cualquier raza.